# Benvenuto Benvenuti
Benvenuto Benvenuti (Livorno, 5 ottobre 1881 – Livorno, 15 gennaio 1959) è stato un pittore italiano, appartenente al gruppo pittorico dei divisionisti.

## Biografia
Fu allievo a Livorno di Lorenzo Cecchi insegnante presso la locale Scuola delle arti e dei mestieri, Cecchi, come il suo amico Adolfo Tommasi, ispira al giovane Benvenuti i temi della scuola paesaggistica dei macchiaioli. A soli quindici anni, nel 1896, esordì con i suoi primi quadri, seguendo la tecnica dei macchiaioli, grazie anche all'influenza di artisti come Llewelyn Lloyd, Giovanni Fattori e Telemaco Signorini. La fase tardo-macchiaiola però ebbe termine a partire dai primi del Novecento, quando Benvenuti entrò in contatto nel 1902 con Vittore Grubicy de Dragon, fautore e promotore del divisionismo. Benvenuti divenne l'allievo più convinto del Grubicy e si trasferì a Milano a partire dal 1905 per apprendere dal suo maestro, fino alla morte di quest'ultimo nel 1920 di cui divenne erede e curatore testamentario.
Nel 1906 presentò due dipinti all'Esposizione Internazionale di Milano con Sensazioni luminose e nel 1907 espose sette dipinti all'esposizione parigina del Salon des Peintres Divisionistes Italiens organizzata proprio da Grubicy a Parigi con Mattino sul mare, Mattino d'estate, Mattino d'autunno, Sera d'autunno,Tramonto alla fine della primavera e due paesaggi.
Adottò completamente la tecnica “divisionista”, che cercava nuovi effetti luminosi con piccoli tratti di colori puri accostati, a cui rimane fedele tutta la vita, pur con qualche pausa e un cambiamento da una trama pittorica più mossa a pennellate sempre più nette e sottili, con colori saturi.
Verso la fine degli anni cinquanta fu costretto ad abbandonare la creazione artistica a causa di una progressiva e grave forma di cecità oltre ad aver subito l'amputazione di una gamba.
Morì a Livorno il 15 gennaio del 1959.
Mite e introverso partecipò a pochissime esposizioni nazionali e parigine, si isolò nella sua amata Livorno dove espose nelle gallerie della città. La sua arte venne a lungo dimenticata e fu riscoperta nel nuovo secolo assieme al grande interesse verso il movimento divisionista che lo pose come un rappresentante del divisionismo toscano.

## Benvenuto Benvenuti nei musei
- Museo civico Giovanni Fattori di Livorno
- Galleria d'arte Moderna di Milano con 'Gregge abbeverato'[2]
- Galleria d'arte Moderna di Firenze con 'Frate foco'[2]
- Galleria d'arte Moderna di Novara